# Dejan Jakovic
Dejan Jakovic, född 16 juli 1985, är en kanadensisk fotbollsspelare som spelar för Forge FC.

## Klubbkarriär
Den 13 maj 2021 värvades Jakovic av Canadian Premier League-klubben Forge FC.

## Landslagskarriär
Dejan Jakovic spelade 41 landskamper och gjorde ett mål för det Kanadensiska landslaget. Han deltog bland annat i Concacaf Gold Cup 2009, 2015 och 2017.